# Ceares
Ceares (en asturiano Ciares y oficialmente Ceares/Ciares) es un barrio del Distrito Este del concejo de Gijón (Principado de Asturias, España). Sus principales señas de identidad son el parque de Los Pericones, el mayor de todos los gijoneses, y el Cementerio de El Sucu, que fue inaugurado en 1876 y es el más antiguo del municipio. El barrio es defendido por dos asociaciones de vecinos: La Cruz de Ceares y Esto ye Ciares.

## Población
En 2018 había empadronadas 16 011 personas, siendo el sexto barrio más habitado del concejo.

## Comunicación y límites
Los límites del barrio fueron haciéndose más pequeños desde los organismos, causando quejas vecinales. Además, las promociones urbanísticas recientes, desligan al edificio construido de Ceares y lo asocian a Viesques.

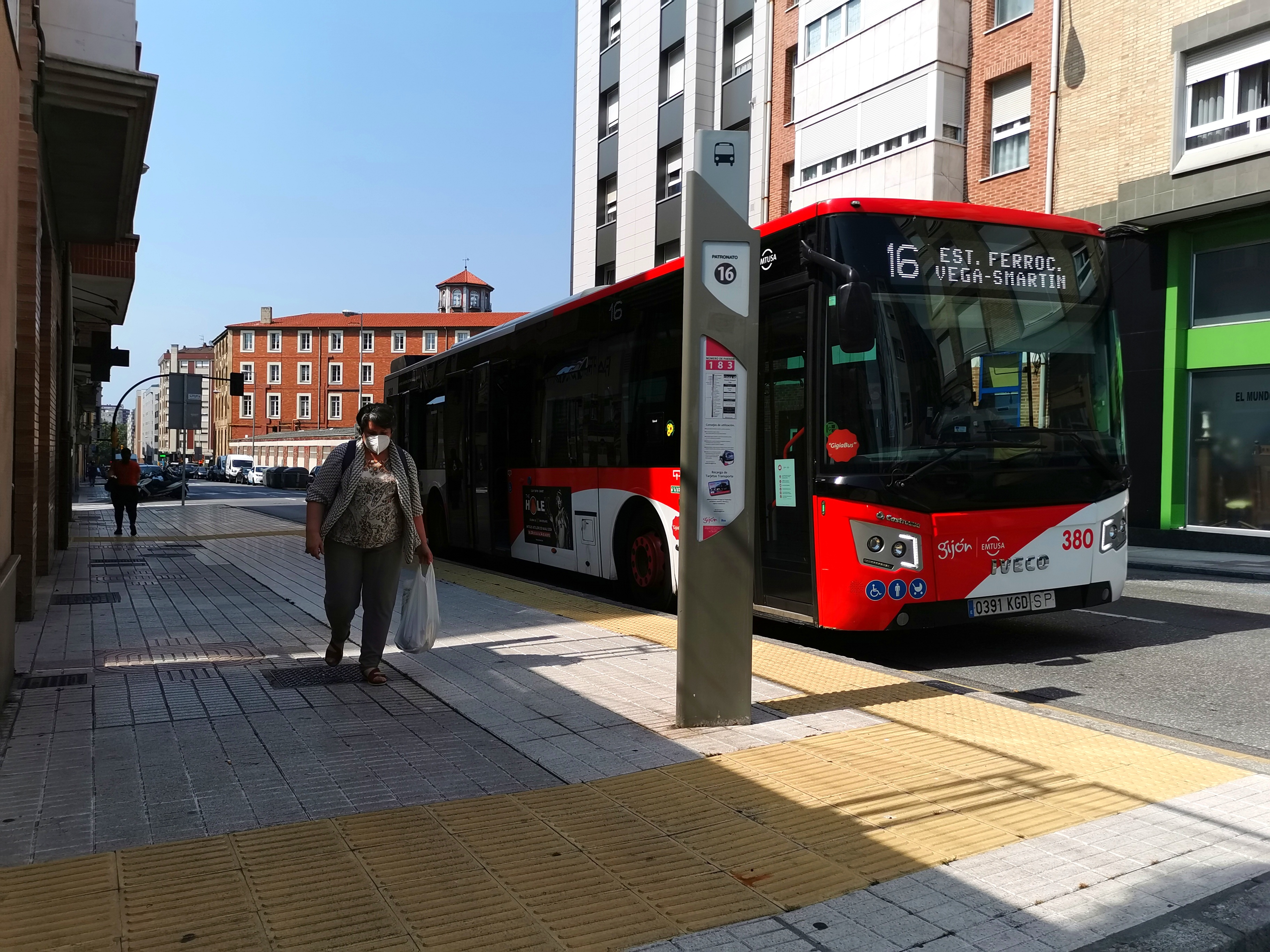
Línea 16 de EMTUSA en la avenida Hermanos Felgueroso

Ceares es un barrio de gran tamaño con una disposición norte-sur y que actualmente limita con:
- Norte: El Centro cruzando de la avenida de Pablo Iglesias.
- Oeste: El Llano y Contrueces por la avenida de El Llano.
- Sur: Bernueces traspasando la A-8.
- Este: El Coto mediante la calle Ramón y Cajal y más al sur con Viesques, con unos límites más difusos.

Sus ejes de comunicación más importantes son las dos avenidas paralelas norte-sur con las que bordea, avenida de El Llano y calle Ramón y Cajal y dos calles este-oeste, avenida Hermanos Felgueroso y calle Fuente del Real. 
Por Ceares transcurren las líneas de EMTUSA 2, 16, 35, E71 y Búho 3. 

## Historia
En el año 857, el rey Ordoño I cede la villa de Ceares a la iglesia de Oviedo. Ceares fue tradicionalmente una zona rural apartada del núcleo de la ciudad, pero con el crecimiento de esta, se encuentra completamente absorbido por la zona urbana. Esto supuso grandes cambios para el barrio, que pasó a ser pieza clave en las comunicaciones de Gijón. Prueba de ello es el espectacular nudo que enlaza el tráfico urbano con la Autovía Minera y con la Ronda Sur gijonesa o el desdoblamiento en 2002 de la A-377 (Gijón-Pola de Siero), principal eje de comunicación de Ceares.

### El Real

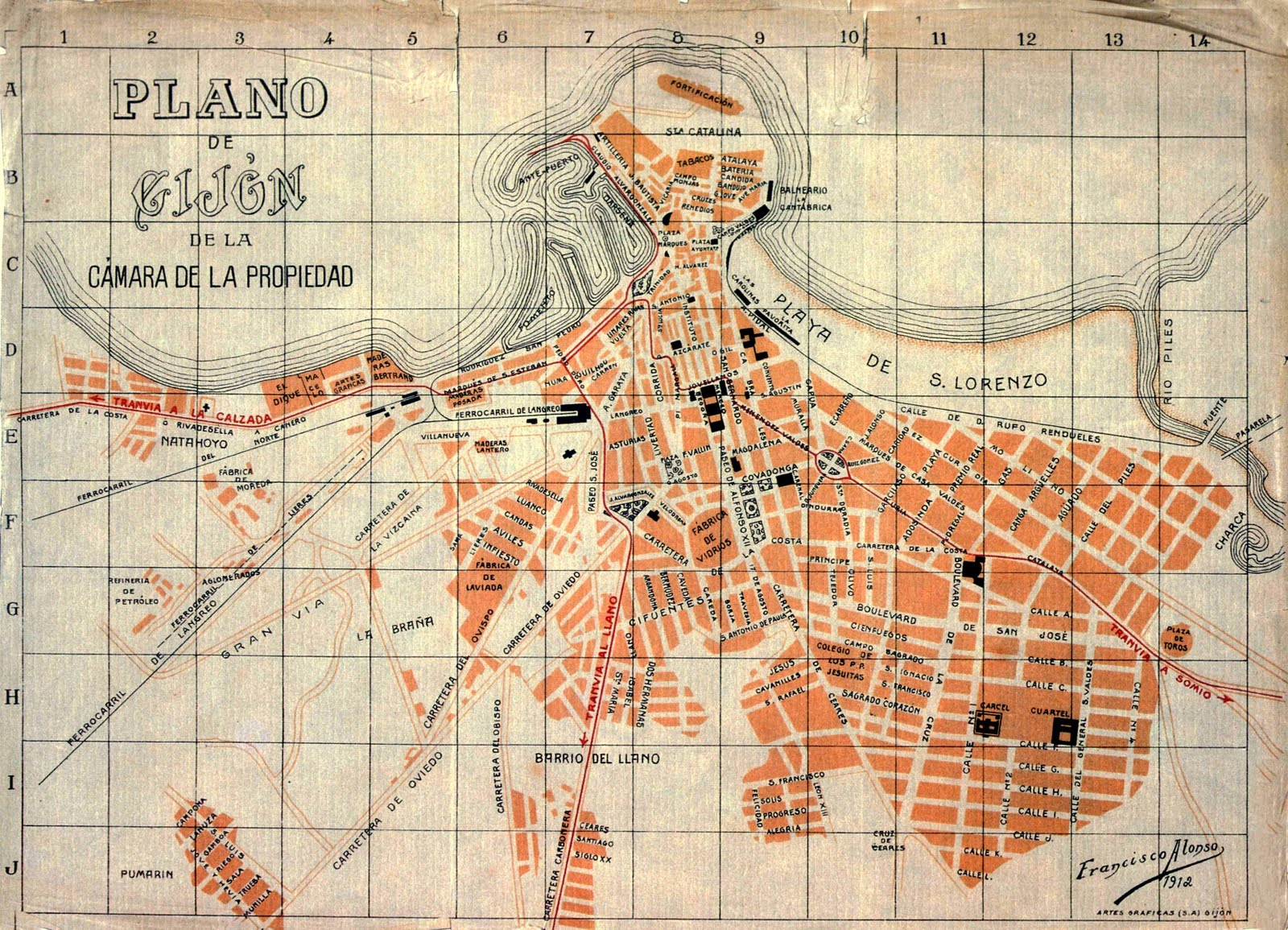
Plano de 1912. Se aprecia las parcelaciones de El Real y la Subida de Ceares al sur del boulervard de San José

La sección noreste del barrio se originó en el denominado Coto de El Real. Esta gran área de forma triangular se prolongaba entre las actuales avenida de La Costa (norte), la avenida de los Hermanos Felgueroso (oeste y sur) y la calle Ramón y Cajal (este). En 1888, a instancias de José Cienfuegos-Jovellanos, se parcelan las primeras calles, paralelas y perpendiculares al bulevar de San José y formando manzanas rectangulares. La parte oeste de esta parcelación se ve modificada en consideración debido a la construcción en 1892 de las instalaciones del Colegio de la Inmaculada, que ocupó varias manzanas. La importancia del colegio para esta parte del actual barrio de Ceares se ve reflejado en la denominación de la zona como Barrio de los Jesuitas. Alrededor del mismo edificio se construyeron las primeras viviendas; escasas y de pocas plantas, formando una especie de ciudad jardín.No obstante, la mayoritaria edificación de El Real se daría en la década de los 1960 y 1970.

### Subida de Ceares
En 1895 se diseña una segunda parcelación para la parte noroeste de Ceares. Sería de menor extensión que la anterior, disponiendo los viales de manera perpendicular a la avenida de los Hermanos Felgueroso, ocupando el margen oeste de dicha avenida.Los límites originales se ubicaban entre el actual parque de Los Pericones (sur), la calle Jesús (norte), la calle León XIII (oeste) y la avenida Hermanos Felgueroso (este).Con las décadas las manzanas y calles se expanden hacia el oeste y al sur, fusionándose con El Llano. Destaca la ampliación hacia el norte de los años 1930, donde se construye la actual comisaría de la Policía Local.
Sin embargo, la edificación de la zona se daría en la década de los 1960 y 1970.

## Sitios de interés

### La Cruz de Ceares

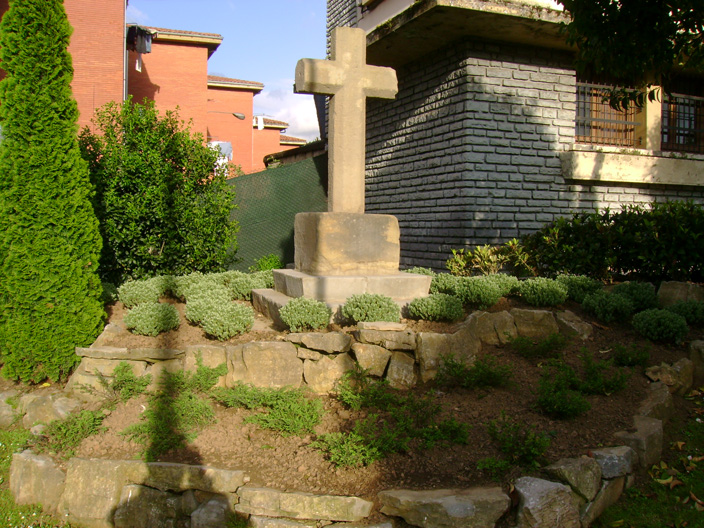
La Cruz de Ceares.

La Cruz de Ceares es el mayor símbolo vecinal. Prueba de ello es que da nombre  a la asociación de vecinos y al campo de fútbol. Además, da nombre a la zona en la que está situada. Asimismo, la escultura se encuentra cerca de la confluencia de cuatro carreteras muy concurridas, por lo que aprovechando la sinonimia también es habitual referirse al cruce de caminos como La Cruz de Ceares.[cita requerida]
Se trata de una cruz pulida en piedra y colocada sobre un pedestal, actualmente situada junto al Hogar del Pensionista. Fue "repatriada" gracias a las gestiones de la asociación vecinal, encabezada por José Manuel Quintanal, pues desde el año 1968 hasta el año 2003 estuvo en el Museo del Pueblo de Asturias. Cuando se volvió a poner en el barrio recibió las bendiciones del arcipreste de Gijón y el cura de la parroquia. Coincidiendo con la gestión del traslado, se intentó verificar en diversos archivos y bibliotecas el origen de la escultura, pero ninguna de las versiones encontradas parece ser definitiva.[cita requerida] Según la tradición, habría sido colocada a principios del siglo XIX por la familia de un hombre que murió al desbocarse su caballo.

### Cementerio

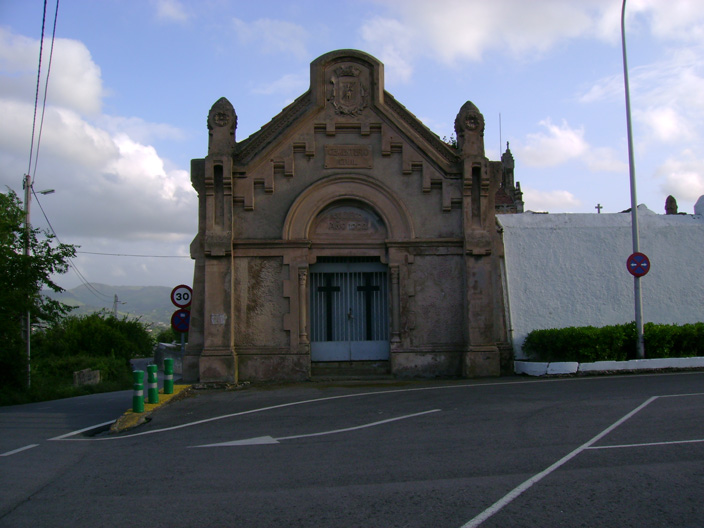
Cementerio de Ceares.

Construido en 1876 en la cara oeste del collado de Los Pericones, el Cementerio de Ceares era el mayor recinto funerario del municipio de Gijón y su principal centro de inhumación, hasta la inauguración del nuevo cementerio municipal de Deva el 22 de noviembre de 1999.
El diseño primigenio consistía en una planta de tipo rectangular aterrazada en cuya parte superior se alojaban panteones de gran calidad. Posteriormente, a este núcleo inicial se le fueron añadiendo estructuras anexas como el Cementerio Civil de 1902, y la Capilla de 1904. Finalmente con el despegue demográfico de la ciudad a causa de la industrialización, este cementerio creció desproporcionadamente con la construcción de una serie de baterías de nichos estructurados en torno a una escalinata central que corre en dirección este-oeste.
Durante la guerra civil española fueron enterrados en una fosa común cientos de víctimas de la represión que llevó a cabo el bando sublevado tras su triunfo en la ofensiva de Asturias de septiembre-octubre de 1937. En la primera década del siglo XXI se levantó allí un monumento con los nombres de los 1 882 hombres y 52 mujeres enterrados allí. «Entre ellos hay más de 1.245 ejecutados en El Coto tras pasar por consejos de guerra; 84 personas murieron a causa de las palizas, torturas y enfermedades provocadas por la desnutrición, el hacinamiento y las pésimas condiciones sanitarias; otros fallecidos en El Cerillero, y los paseados cuyos nombres se conocen. El 70 por ciento de los ejecutados eran obreros».

### Parque de Los Pericones

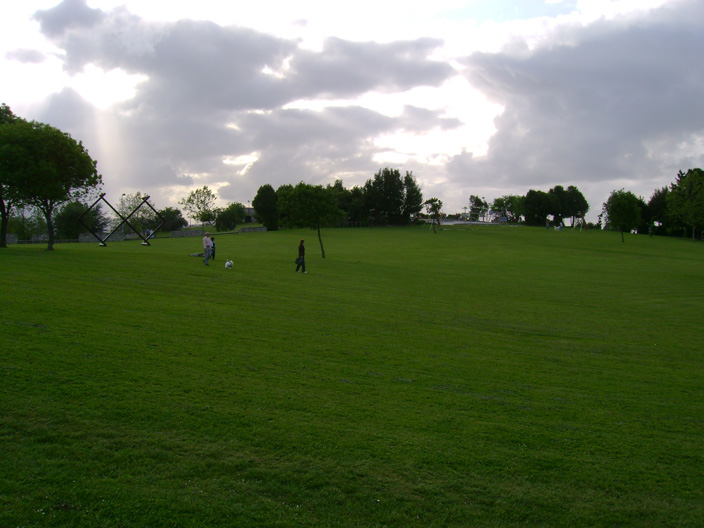
Parque de los Pericones.

El parque de Los Pericones cuenta con unos 360 000 m², lo que le convierte en el más grande de Gijón. Fue inaugurado en 1985 aunque ha ido aumentado considerablemente su tamaño sobre lo que antiguamente era una colina dedicada al cultivo de maíz y fabes. El parque ha sido rehabilitado como una gran zona verde, con equipamientos de toda clase en donde destacan sus juegos infantiles en su parte alta al lado de una casona restaurada. Su mayor ampliación provino en 2007 después de que el Ayuntamiento de Gijón lo ampliara 5 ha, añadiendo en su zona sur viales de comunicación peatonal entre Contrueces y Ceares así como algunas instalaciones más. En el área ampliada, zona suroeste, se había proyectado un gran campo de golf en 2006.
En el parque se celebran cada año las fiestas de Santiago, coincidiendo con la festividad del apóstol Santiago el 25 de julio. Estas fiestas estuvieron inactivas durante 15 años, pero la asociación de vecinos de Ceares, las recuperó en 2004 siendo un éxito rotundo.

### Iglesia de San Andrés de Ceares
La iglesia más destacable el barrio es la iglesia de San Andrés de Ceares, de estilo románico y que aparece en el test}amento de Ordoño II en el año 921,anterior villa y templo dedicado a la diosa romana de la agricultura y el renacer estacional de la naturaleza Ceres. La iglesia fue destruida durante la Guerra Civil al ser usada como almacén de municiones, reconstruida más tarde. Destaca su ábside y su frontón.En tiempos de paz y hasta la década de 1990 en la "terraza" ubicada sobre su tejado,el párroco de la parroquia de San Andrés de Ceares oficiaba sus misas patronales de Santiago el domingo más cercano a esta fecha y de San Andrés también en el domingo de noviembre más cercano a la fecha patronal seguido de las actuaciones del extinto Grupo de Baile Regional del colegio público Manuel Rubio, actual colegio público Los Pericones, con gran participación de todos los barrios de la parroquia {el Grupo de la Teyerona, La Quintanas, Llano Alto, Grupo de VIesques, Grupo de Begoña de la Tejerona y barriada de Begoña de Las Mestas de Ceares...} y los festejos en el llamado "Prau de la Fiesta" donde ahora esta el parque Dionisio Viña o en el ya inexistente chigre-merendero Chingarra en la antigua Carretera de Ceares frente a la propia iglesia parroquial.

## Equipamientos

### Deportivos

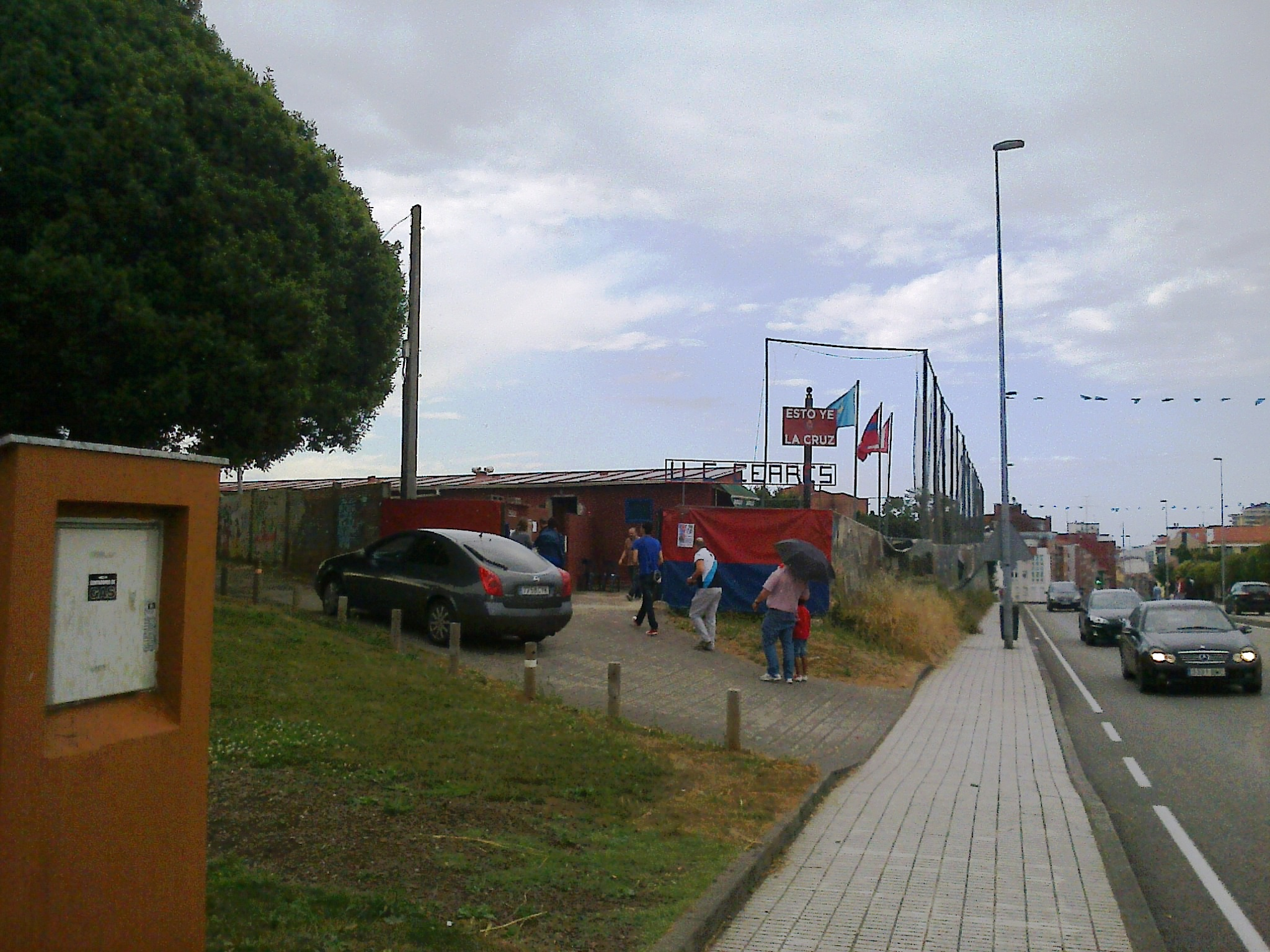
Exterior del Campo de la Cruz

En Ceares se ubica el Pabellón de Deportes La Tejerona, donde juega el Club Balonmano Gijón. Además, el barrio cuenta con varios equipos de fútbol:
- El Unión Club Ceares, fundado en 1946, que juega en el campo de La Cruz, de hierba natural.
- El Club Deportivo Manuel Rubio, fundado en 1981 y nombrado en honor al colegio del mismo nombre, antiguo colegio Manuel Rubio, actualmente colegio Los Pericones[21] ligado íntimamente al colegio del mismo nombre, que juega en el nuevo campo de hierba artificial de los Pericones, inaugurado en 2009.[22]
- El Colegio de la Inmaculada, fundado en 1890 y que cuenta con un campo de césped sintético, en el propio colegio, desde 2003.

Las distintas instalaciones deportivas de El Llano (piscinas, pistas de tenis...) se encuentran en los límites de Ceares, aunque su nombre y cercanía se asocian con El Llano.

### Educativos
En Ceares se hallan los siguientes colegios concertados: Colegio de la Inmaculada, colegio Patronato San José y colegio Montedeva {Antes conocido como colegio de la Congregación de las Hermanas Ursulinas,o simplemente como colegio de las Ursulinas} así como los públicos del CP Pericones y la EEI Los Escolinos ambos conocidos hasta la década de los 2000 como colegio y parbulario Manuel Rubio y este último ubicado sobre el relleno de la antigua fábrica de materiales de construcción de La Teyerona que da nombre al grupo de casas y al Camino de acceso desde Llano alto al grupo y zona adyacente.

### Religiosos
Aparte de la ya mencionada iglesia de San Andrés en Ceares se hallan la iglesia de la Inmaculada, la moderna parroquia de El Buen Pastor y la capilla del cementerio de El Sucu.

### Sociales
En Ceares se encuentran las instalaciones sectrorial de Parques y Jardines de EMULSA, empresa municipal de limpieza y medioambiente así como la comisaría de la Polícia Local de Gijón hasta el segundo lustro de la década de 1980 compartiendo edificio con el cuerpo de Bomberos de Gijón y Comarca {hasta su actual traslado a la parroquia de Roces en su actual parque compartido con EMULSA} .